# Gordiano I
Marco Antonio Gordiano Semproniano Romano Africano (en latín, Marcus Antonius Gordianus Sempronianus Romanus Africanus; c. 158-238) fue brevemente emperador romano en el año 238.

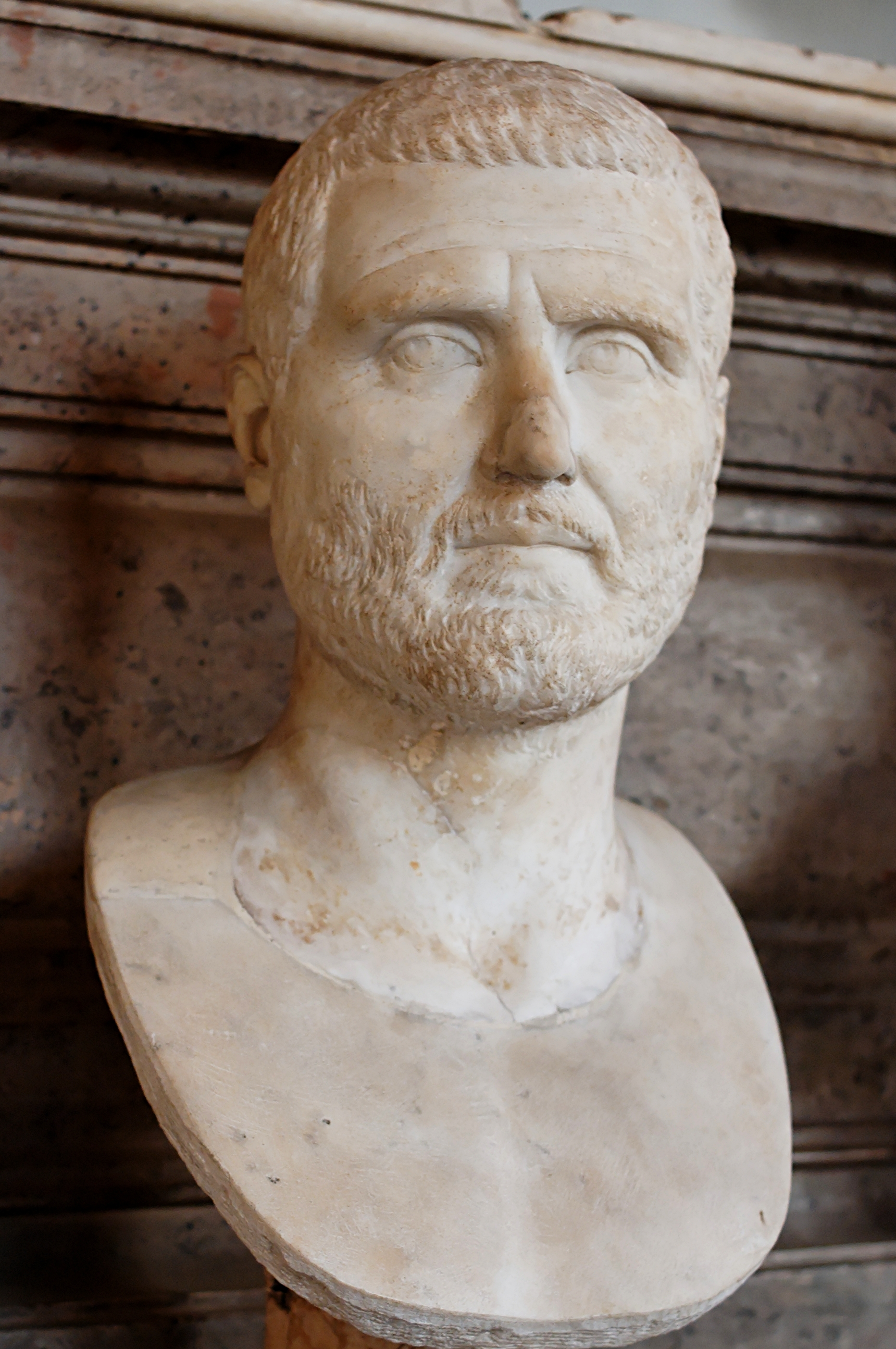
Busto en los Museos Capitolinos llamado Gordiano. La identificación parece no tener bases sólidas.

Se sabe muy poco de su vida privada, suponiéndose por su nombre que su familia provenía de Frigia (Anatolia). Era hijo de Metio Marulo (Metio Marullus), de la ilustre familia de los Gracos, y de Ulpia Gordiana. Era una simple familia del orden ecuestre (equestre), aunque de grandes riquezas, pero fue ascendiendo en la jerarquía hasta que entró en el Senado. Tenía dos hijos: Marco Antonio Gordiano (Gordiano II) y Mecia Faustina, la madre del futuro emperador Gordiano III.

## Orígenes y carrera
Su familia era de rango ecuestre, modesta, pero muy adinerada. Se decía que Gordiano estaba relacionado con senadores prominentes. Sus praenomen y nomen Marco Antonio sugieren que sus antepasados paternos recibieron la ciudadanía romana bajo el triunviro Marco Antonio, o una de sus hijas, durante la República romana tardía. El cognomen Gordiano sugiere que los orígenes de su familia estaban ubicados en Anatolia (relacionado con la historia del nudo gordiano), especialmente Galacia y Capadocia.
Pasó su juventud estudiando retórica y literatura, entrando en política siendo ya bastante mayor. Como militar, comandó la Legio IV Scythica, cuando estaba estacionada en Siria. En 216 fue nombrado gobernador en Britania, y fue un cónsul competente durante el reinado de Heliogábalo. Como edil promocionó magníficos juegos y espectáculos que le ganaron el favor de la plebe, pero su prudencia y su vida retirada de aspiraciones políticas no despertaron la sospecha de Caracalla, en cuyo honor escribió un poema épico titulado Antoninias. El hecho de que se mantuviera intacto tras los caóticos reinados de los Severos sugiere su poca afición a la intriga.

## Ascenso al poder
Durante el reinado de Alejandro Severo, Gordiano (que ya era un anciano de 80 años) se arriesgó con el peligroso gobierno de África. Siendo Gordiano procónsul, Maximino el Tracio asesinó al emperador Alejandro Severo y se autoproclamó su sucesor. Maximino no fue un emperador popular, y el descontento general causado por su opresivo gobierno culminó en una revuelta en África, en 238. Esta revuelta era dirigida por los ricos y jóvenes terratenientes de la región de Tisdro, opulenta por el cultivo de olivo, quienes unieron a sus esclavos y los armaron. Tal grupo pensaba instaurar al anciano procónsul Gordiano como emperador.
Gordiano se hizo eco del clamor popular y asumió tanto el cargo de emperador como el título de Africano en marzo de ese año. Insistió, por su avanzada edad, en asociar al trono a su hijo Gordiano II. Pocos días después entró en la ciudad de Cartago, siendo vitoreado por la población y por los líderes locales. Mientras tanto en Roma el prefecto pretoriano de Maximino era asesinado, y parecía que la rebelión iba a tener éxito. El Senado confirmó a Gordiano como emperador y la mayoría de las provincias se pusieron de su parte.

## Muerte
Curiosamente la oposición a su reinado vendría de la vecina provincia de Numidia. Capeliano, gobernador de Numidia y leal a Maximino el Tracio, renovó su alianza con el antiguo emperador e invadió la provincia de África con varias legiones de veteranos. Gordiano fue vencido, y su hijo Gordiano II murió en la batalla. Apenado por la muerte de este último, Gordiano se suicidó ahorcándose con su propio cinturón. Había sido emperador solo 22 días.
La razón de la victoria de Capeliano radica en que se enfrentó a tropas sin experiencia y a que estas estaban pobremente armadas, muchos soldados solo usaron arcos y lanzas de caza. Capeliano luego capturó y ejecutó a muchos de los líderes de la rebelión y confiscó sus ricas propiedades. Posteriormente el propio general Capeliano fue derrotado en batalla y asesinado.
Gordiano merece la alta estima que se le tuvo por su carácter amigable. Tanto él como su hijo eran versados en literatura, consiguiendo grandes elogios por sus publicaciones. Esta admiración se extendió también a la forma de llevar las cuestiones de Estado. Habiéndose puesto del lado de Gordiano, el Senado se vio obligado a continuar la revuelta contra Maximino, designando a Pupieno y a Balbino como coemperadores, quienes demostraron su lealtad al exemperador nombrando coemperador a su nieto, quien adoptó el nombre de Gordiano III, a finales de 238.